# Kinh tế Brunei
Brunei là nước sản xuất dầu mỏ lớn thứ 3 ở Đông Nam Á với trung bình 180.000 thùng (29.000 m³) mỗi ngày. Quốc gia này cũng là nhà sản xuất khí hóa lỏng lớn thứ 4 thế giới. GDP của Brunei đã tăng vọt cùng khi giá dầu mỏ tăng trong thập niên 1970 và sau đó có giảm nhẹ trong mỗi 5 năm tiếp theo, sau đó suy giảm gần 30% trong năm 1986.
Sự suy giảm này là do giá dầu mỏ giảm mạnh trên thị trường thế giới và cũng do Brunei tự nguyện giảm sản lượng khai thác. GDP quốc gia này đã phục hồi kể từ năm 1986 và đạt mức tăng trưởng 12% năm 1987, 1% năm 1988, và 9% năm 1989. Trong những năm gần đây, GDP đạt mức tăng 3,5% năm 1996, 4,0% năm 1997, 1,0% năm 1998.